# Maison Pouchkine

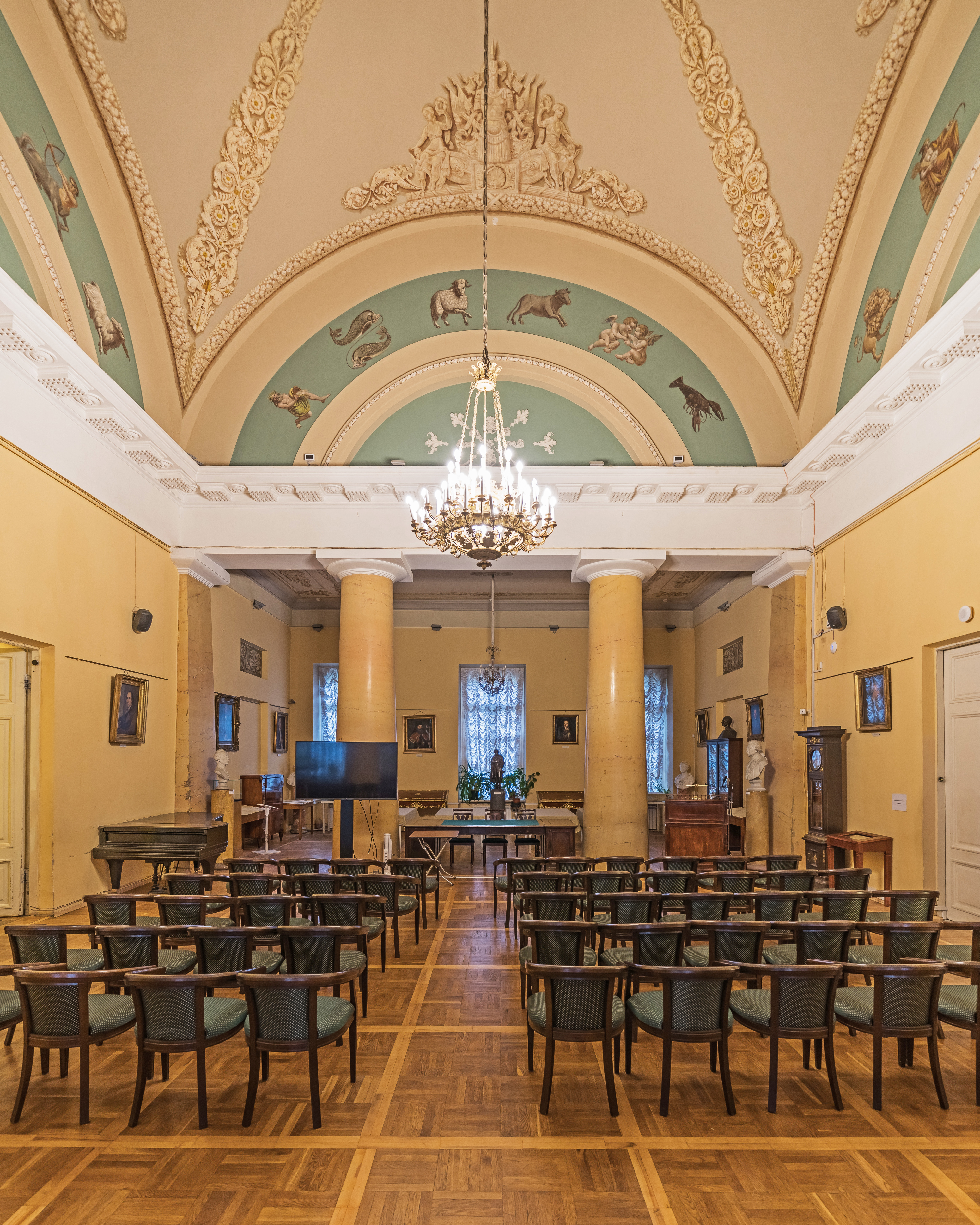
L'intérieur de la Maison Pouchkine

La Maison Pouchkine (en russe : Пушкинский дом), de son nom officiel Institut de littérature russe (en russe : Институ́т ру́сской литерату́ры), est un institut de recherche dépendant de l'Académie des sciences de Russie, situé à Saint-Pétersbourg au numéro 4 du quai Makarov.

## Historique
La Maison Pouckine a été fondée le 15 décembre 1905, après la formation en 1899 d'une commission de savants pour la préparation du centenaire de la naissance du poète Alexandre Pouchkine. Celle-ci était prévue à l'origine pour l'érection d'un monument dédié au poète. Elle est présidée par le grand-duc Constantin Constantinovitch de Russie et soutenue notamment par de nombreuses personnalités, comme Serge Witte, Nikolaï Rimski-Korsakov, les professeurs Sergueï Oldenbourg ou Alexeï Chakhmatov, etc. qui finalement décident d'ouvrir un institut de recherche consacré à la littérature pouchkinienne et à la préservation des manuscrits de l'écrivain. La Maison Pouchkine organise plusieurs expositions dans différentes salles, mais la Première Guerre mondiale empêche la construction d'un lieu de conservation permanent.
Après la révolution d'Octobre, cette institution est épargnée et placée sous l'égide de l'Académie des sciences. Elle a comme vocation plus large l'étude de la littérature russe et devient en 1920 l'Institut de la nouvelle littérature russe. Elle prépare des éditions scientifiques et académiques d'œuvres d'écrivains tels que Pouchkine, Lermontov, Biélinski, Nekrassov, Tourgueniev, Dostoïevski, etc.
Le poète Alexandre Blok (1880-1921) évoque cette institution dans le chaos d'après la révolution dans ses strophes prophétiques:
Le nom de la Maison Pouchkine de l'Académie des sciences !
Un nom à la résonance claire et familière
Qui évoque tant pour le cœur !
Pouchkine ! Mystérieuse liberté
Que nous chantons à ta suite
Tends-nous la main dans l'intempérie
Aide-nous dans ce combat muet !
L'institut s'installe enfin en 1927 dans l'édifice néo-palladien des anciennes douanes maritimes, construit en 1829-1832 selon les plans de l'architecte Giovanni Francesco Lucchini. Il est orné d'un portique octostyle avec des statues de Mercure, Neptune et Cérès. L'institut reçoit sa dénomination actuelle en 1930.
L'institut demeure ouvert pendant le terrible siège de Léningrad, bien que la plupart de ses manuscrits et de ses collaborateurs aient été évacués ailleurs dans d'autres villes.
Un buste de Pouchkine (œuvre d'Ivan Schröder) a été installé devant la façade pour le bicentenaire de l'écrivain en 1999. Cet buste, commandé en 1899 pour son centenaire, se trouvait à l'origine au milieu du square faisant face à l'ancien lycée impérial Alexandre et y a été enlevé dans les années 1930.

## Aujourd'hui
La Maison Pouchkine comprend une aile moderne qui abrite également derrière l'édifice de Lucchini les nombreuses collections de l'institut, dont des manuscrits du XIIIe siècle, des portraits, de rares enregistrements et des documents relatifs aux grands auteurs russes.
L'institut est divisé en plusieurs départements:
- Littérature russe ancienne
- Folklore russe et enregistrements
- Littérature russe nouvelle
- Études pouchkiniennes
- Littérature russe contemporaine
- Littérature étrangère à propos de la littérature russe
- Bibliographies et sources
- Manuscrits et archives anciennes
- Musée de littérature

Les musées littéraires consacrés à Pouchkine, comme le Musée-réserve Pouchkine de Mikhaïlovskoïe, le musée de Trigorskoïe, le musée Pouchkine de Tsarskoïe Selo et le musée Pouchkine de la Moïka dépendent de cet institut.

## Directeurs
- Nestor Kotliarevski, 1910-1925
- Sergueï Platonov, 1925-1929,
- Pavel Sakulin, 1929-1930
- Anatoli Lounatcharski, 1931-1933
- Lev Kamenev, 1934
- Maxime Gorki, 1935-1936
- Pavel Lebedev-Polianski, 1937-1948
- Nikolaï Beltchikov, 1949-1955
- Alexeï Bouchmine, 1955-1965
- Vassili Bazanov, 1965-1975
- Fiodor Priïma, 1975-1977
- Alexeï Bouchmine, 1978-1983
- Andreï Iezouitov, 1983-1987
- Nikolaï Skatov, 1987-2005
- Youri Prozorov, 2006-2007
- Vsevolod Bagno, 2007-2017
- Valentin Golovine, 2017 à ce jour